# Hilton Kuala Lumpur
Le Hilton Kuala Lumpur est un gratte-ciel de 154 mètres de hauteur construit en 2004 à Kuala Lumpur, en Malaisie.
Il abrite un hôtel de la chaîne Hilton Hotels & Resorts.
À côté se trouve un bâtiment identique qui abrite un hôtel de la chaine française Le Meridien